# Iglesia de Santa Rita da Cascia alle Vergini
La iglesia de Santa Rita da Cascia alle Vergini es una iglesia de Roma del distrito de Trevi, en la via delle Vergini esquina con via dell'Umiltà.

## Historia
Su historia es compleja. Fue construida en 1615 con el título de Santa Maria delle Vergini sobre una iglesia preexistente del mismo nombre y confiada al cuidado de las monjas agustinas del cercano colegio de la Madonna del Rifugio. Luego fue reconstruida entre 1634-1636 porque era demasiado pequeña para las necesidades del colegio; en 1660 finalmente se completó el convento de las monjas, bajo la dirección del arquitecto Domenico Castelli. La iglesia, con el monasterio, permaneció bajo la orden de los Agustinos hasta 1870, cuando fue confiscada por el Estado italiano, junto con el convento, desconsagrada y utilizada como sede de la Autoridad Financiera.
En 1904, cuando la iglesia de Santa Rita da Cascia en Campitelli, en las laderas del Campidoglio, fue desmantelada para la construcción del monumento a Vittorio Emanuele II, el templo fue reabierto al público para albergar la Cofradía de la Santa Espina de la Corona de Nuestro Señor Jesucristo y de Santa Rita de Casia que allí tuvo su antigua sede; así la iglesia fue reconsagrada y dedicada a Santa Rita de Casia.

## Descripción

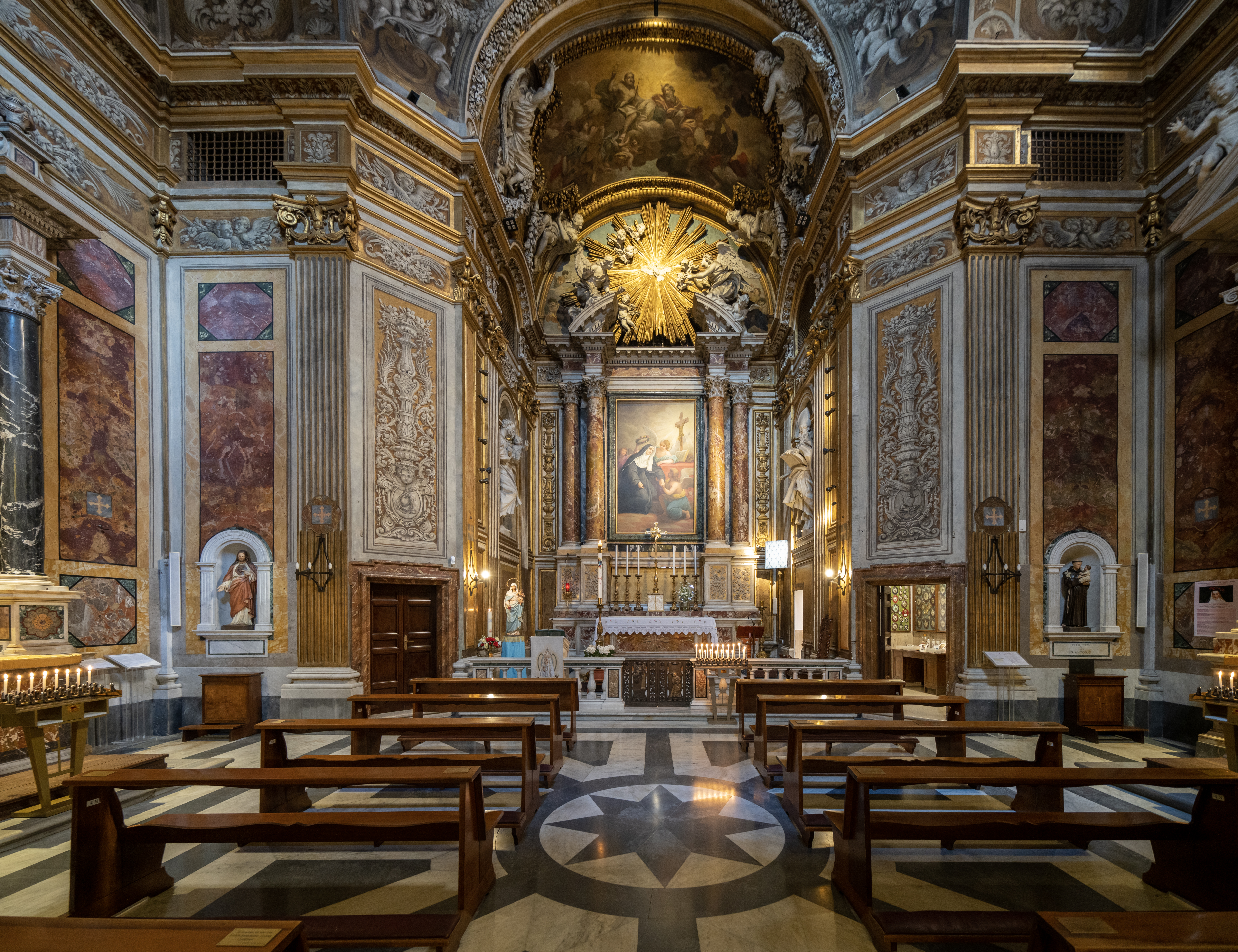
El interior

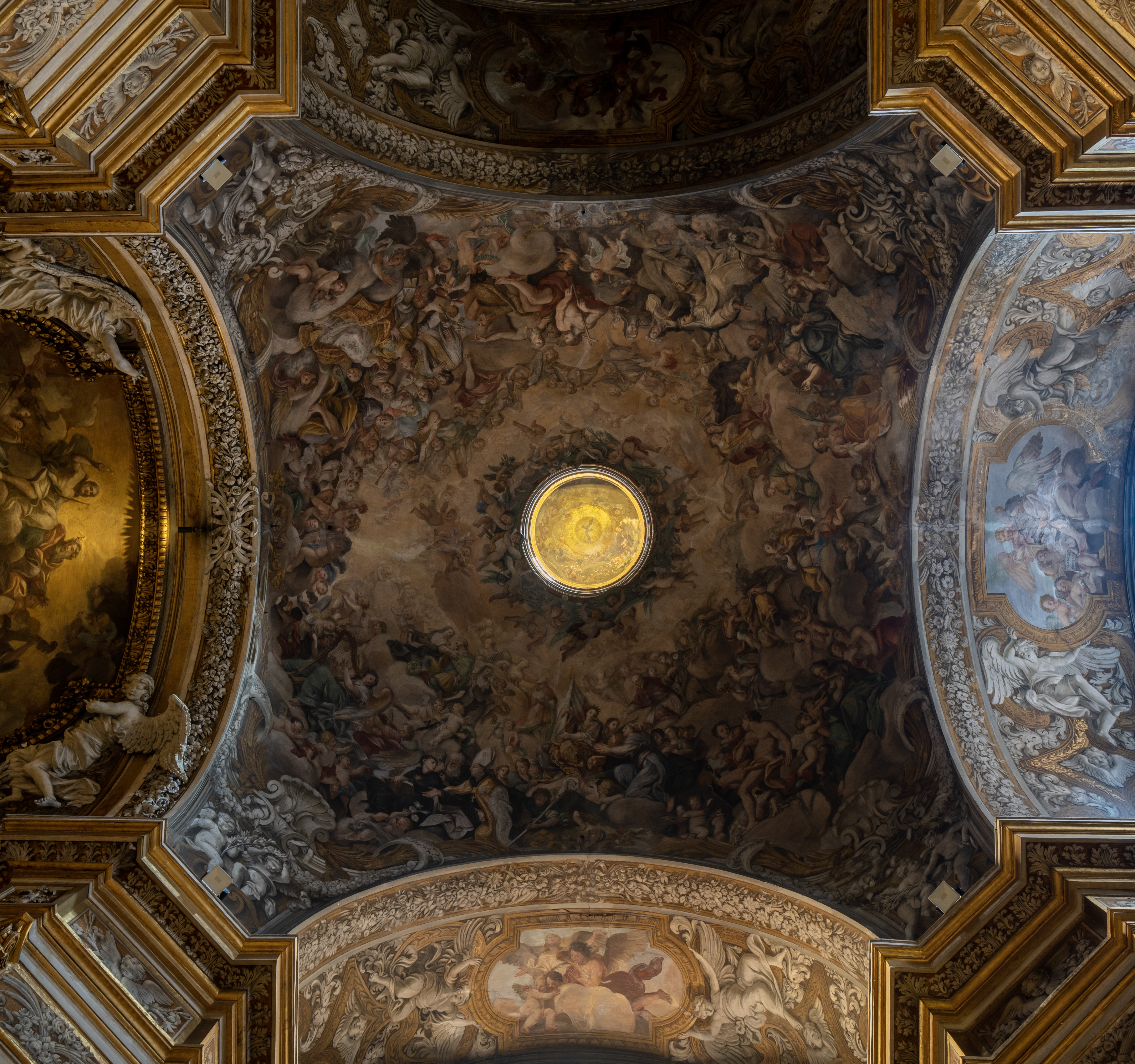
El interior de la cúpula

La fachada, de 1681, se atribuye a Mattia de Rossi, mientras que el campanario fue añadido en 1689.
El interior tiene planta de cruz griega, con decoraciones de barrocas; el fresco de la cúpula que representa la Gloria del Paraíso se atribuye a Miguel Ángel Ricciolini; en la contrafachada hay un órgano de madera tallada y dorada; a la izquierda de la entrada se encuentra la capilla de Lourdes construida en forma de cueva en 1912.
Un proyecto de modificación de la fachada, con la introducción de una ventana en un vano lateral, fue elaborado por el arquitecto Alfredo Coacci en 1909 por encargo del entonces Camarlengo de la Archicofradía de Santa Rita da Cascia, Domenico Consolini; aunque estas ventanas sirvieron para dar luz y aire a dos de las áreas de servicio de la iglesia, el proyecto no parece haberse llevado a cabo nunca.

## Nota
1. ↑  Archivio Storico Capitolino, Fondo Ispettorato Edilizio, pratica 2147/1909